# ペルシャの市場にて
『ペルシャの市場にて』（ペルシャのいちばにて、英: In a Persian Market）は、イギリスの作曲家アルバート・ケテルビーが1920年に作曲した合唱付きの管弦楽曲。作曲者によって『情景的間奏曲 (Intermezzo-Scene)』という副題が付けられている。

## 概要
ケテルビーの作品中でも最も有名な曲であり、情感あふれる曲想はクラシック音楽入門の小品として多くの人に親しまれる。
1920年、当時放送局のディレクターを担当していたケテルビーが、とある番組の穴埋めのために急遽作曲したともいわれるが、中東の大国ペルシャの市場の風景が、出入りするラクダの隊商や蛇使い、占い師、物乞いなどを思わせる曲のモチーフによってノスタルジックに表現されている。

## 楽器編成
| 木管   | 木管                          | 金管                 | 金管                 | 打                   | 打                                                                           | 弦                   | 弦                   |
| ------ | ----------------------------- | -------------------- | -------------------- | -------------------- | ---------------------------------------------------------------------------- | -------------------- | -------------------- |
| Fl.    | 1(Picc.持ち替え)              | Hr.                  | 2                    | Timp.                | 2                                                                            | Vn.1                 | ●                    |
| Ob.    | 1                             | Trp.                 | 2                    | 他                   | S.D., B.D, Cym., Loose Cym., Tambourine, Tom-Tom, Sleigh Bells, Glockenspiel | Vn.2                 | ●                    |
| Cl.    | 2                             | Trb.                 | 2                    | 他                   | S.D., B.D, Cym., Loose Cym., Tambourine, Tom-Tom, Sleigh Bells, Glockenspiel | Va.                  | ●                    |
| Fg.    | 1                             | 他                   |                      | 他                   | S.D., B.D, Cym., Loose Cym., Tambourine, Tom-Tom, Sleigh Bells, Glockenspiel | Vc.                  | ●                    |
| 他     | サックス（アルト・テナー各1） | 他                   | Cb.                  | 他                   | S.D., B.D, Cym., Loose Cym., Tambourine, Tom-Tom, Sleigh Bells, Glockenspiel | ●                    |                      |
| その他 | その他                        | ハープ１、オルガン１ | ハープ１、オルガン１ | ハープ１、オルガン１ | ハープ１、オルガン１                                                         | ハープ１、オルガン１ | ハープ１、オルガン１ |

## 曲の内容
モデラート、イ短調、4分の2拍子。
砂漠から近づいて来るキャラバン（隊商）が街の市場（スーク）に到着する序奏部に始まり、男声合唱による「バクシーシ、バクシーシ」という物乞いの声など市場の喧騒を表した展開部を経て、曲は一転、ヘ長調に転調した『王女の到来』と呼ばれる、部族長の妃をイメージしたともいわれる哀愁に満ちた印象的な旋律の高まりによってクライマックスを迎える。その後、このテーマを繰り返しながら、再び砂漠の彼方に去って行くキャラバンを表現するモチーフによって消えていくように静かに曲は終わる。（最後のトゥッティの主和音のみフォルテシモ。）
この曲には元々男声合唱が含まれるが、オーケストラ楽員が歌って演奏、また合唱を省いて演奏されることもある。オルガンやハープの持ち込みが困難な場合はカットする場合やハープが入らないこともまれにある。TOMTOMはタムタム。

## 録音例
合唱付きバージョンの録音の例
- 指揮：作曲者　演奏：A. W. ケテルビー・コンサート・オーケストラ（1928年）
- 指揮：エリック・ロジャース　演奏：ロイヤル・フィルハーモニー管弦楽団（1968年頃）
- 指揮：ジョン・ランチベリー　演奏：フィルハーモニア管弦楽団（1977年6月）

シンセサイザによる演奏・録音の例
- シンセサイザオペレータ・シーケンサプログラミング演奏：松武秀樹　(Logic System (論理機構)名義)　3作目アルバム「ORIENT EXPRESS (東方快車)」5曲目 に収録。(1982年)

## 本楽曲が引用された作品
- 松本亨の株式必勝学 - 1988年発売のファミリーコンピュータ用ソフト。BGMとして使用されている。
- ケテルビー - 日本のロックバンドである特撮の楽曲。
- 聖少女領域 - 日本の音楽ユニットであるALI PROJECTの楽曲。間奏部分にて『王女の到来』の旋律を引用している。
- ヤン・シュヴァンクマイエル - 男のゲーム Mužné hry （1988年、英題：Virile Games ）

また、大分県の百貨店トキハの「五時の市®︎」のBGMとしても知られている。